# Neuf-Mesnil
Neuf-Mesnil is een gemeente in het Franse Noorderdepartement (Frans: département du Nord) (regio Hauts-de-France). De plaats maakt deel uit van het arrondissement Avesnes-sur-Helpe. Neuf-Mesnil telde op 1 januari 2022 1.296 inwoners.

## Geografie
De oppervlakte van Neuf-Mesnil bedroeg op 1 januari 2022 1,21 vierkante kilometer; de bevolkingsdichtheid was toen 1.071,1 inwoners per km².

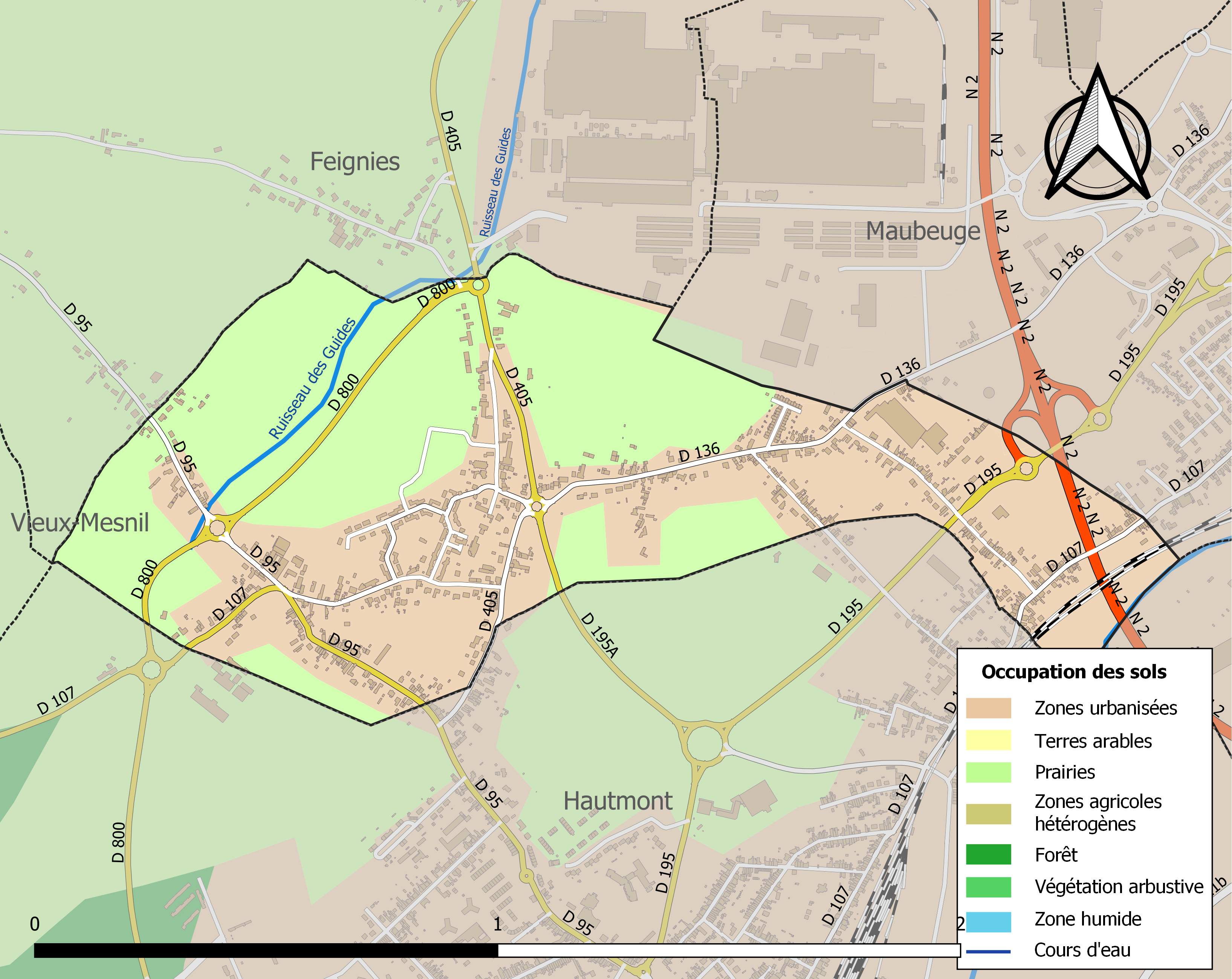
Kaart van de gemeente met belangrijkste infrastructuur, bodemgebruik en omliggende gemeenten

## Demografie
Onderstaande figuur toont het verloop van het inwonertal (bron: INSEE-tellingen).